# トンコ節
「トンコ節」（とんこぶし）は、1949年1月に久保幸江と楠木繁夫のデュエットとして日本コロムビアから発売された曲。また1951年3月に同じく久保幸江が新人歌手であった加藤雅夫と共に吹き込んだ新版の曲。作詞は西條八十、作曲は古賀政男。
1948年に発売された『炭坑節』のヒットをヒントに、作曲家である古賀政男が民謡調の唄でより都会的センスを持つ曲を作ってみようと思い立ち、「タンコ」を「トンコ」にすることを思いつく。しかし久保幸江と楠木繁夫により歌われた『トンコ節』は発表当時ヒットすることはなく、それを受けて久保幸江は全国を巡り営業先のステージで歌うことに努め、1950年の夏頃から51年にかけて流行りだす。その結果コロムビアは1951年3月に改めて新版を出すという事態に至り、大々的なPRも功を奏して全国を風靡した。なお新録音の時は、楠木繁夫が退社していたので、新人の加藤雅夫と久保幸江が吹き込んだ。この新版は約30万枚を売り上げた。
1950年以降から売れ出した理由には朝鮮戦争の特需景気による「お座敷の繁盛」という社会状況の変化が大きかったともいわれ、歌詞に見られる「さんざ遊んでころがして」や「上もゆくゆく下もゆく、上も泣く泣く下でも泣くよ」といったアブナ絵的な文句が、特需景気で増えた新興成金層による宴会などで騒ぐためのお座敷ソングとして定着したことが大きな要因とされている。
新版を発売するにあたりコロムビアは、引き続きの作詞者である西條八十に対して「宴会でトラになった連中向きの唄を」と依頼しており、それに応える形で八十は当時としてはエロ味たっぷりの文句に書き直した。評論家の大宅壮一はこれを「声のストリップ」として批判している。
1952年には、ブラジルのトリオ・マドリガルが"Meu doce amor (Tonko-Bushi)"（Meu doce amor＝「私の甘い愛」の意）の曲名でポルトガル語でカバーした。